# 班达鲁兰卡
班达鲁兰卡（Bandarulanka），是印度安得拉邦East Godavari县的一个城镇。总人口11691（2001年）。

## 人口
该地2001年总人口11691人，其中男性5809人，女性5882人；0—6岁人口1144人，其中男555人，女589人；识字率74.01%，其中男性为80.08%，女性为68.00%。